# Kloster Altmünster
Das Kloster Altmünster (auch Abtei Traunsee bzw. Abbacia Trûnseo) ist ein ehemaliges Kloster der Benediktiner (OSB) in Altmünster in Oberösterreich.

## Geschichte

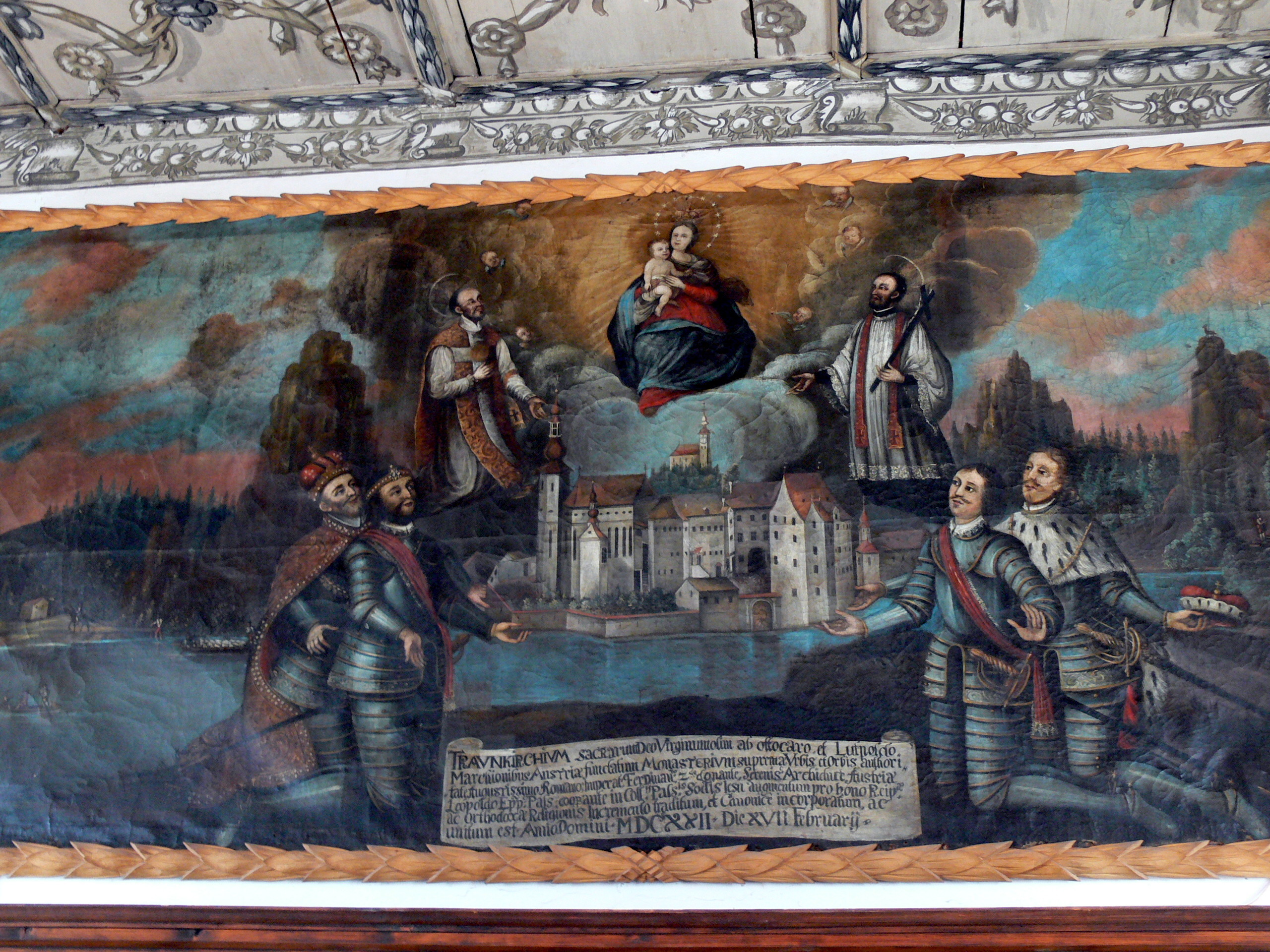
Stifterbild in der Klosterbibliothek Traunkirchen

Das Kloster wurde vor 900, vermutlich zwischen 748 und 777 durch unbekannte Stifter gegründet. Einem 1532 bzw. 1598 angefertigten Gründungsbild – im Kloster Traunkirchen – zufolge soll es bereits im Jahr 632 nach Christus errichtet worden sein. Als Stiftungsgrund gilt der Dank für einen Sieg über die Heiden während der Missionierung.
Eine erste urkundliche Erwähnung des Klosters erfolgte am 19. Februar 909. In diesem Jahr wurde die Eigenabtei Trûnseo (abbaciam iuris nostri Trunseo dictam) von König Ludwig, dem Kind, auf Lebenszeit dem Markgrafen der Ostmark Aribo und dem Salzburger Erzbischof Pilgrim I. verliehen.
Der Grund für den frühen Untergang des Klosters bleibt unbekannt. Eine Zerstörung durch Ungarneinfälle um 950 liegt nahe, allerdings fehlen konkrete Nachrichten. Die Abtei Traunsee muss bei der Gründung des Klosters Traunkirchen 1020 in Erinnerung gewesen sein, da sich Verweise auf dessen Grundbesitz belegen lassen.
Die Verortung der Abtei Traunsee bzw. Trunseo ist einerseits aufgrund archäologischer Befunde am Standort der Pfarrkirche Altmünster gegeben, andererseits deutet auch der Name Altmünster auf eine frühe Klosterkirche (wie etwa Kremsmünster, Müstair, Altomünster) hin, da Münster-Namen nach den Ungarneinfällen nicht mehr gebildet wurden.